# Louis Amédée Lantz
Louis Amédée Lantz (* 20. März 1886 in Mülhausen, Elsass; † 3. Februar 1953 in Basel, Schweiz), manchmal auch in der Reihenfolge Amédée Louis Lantz geschrieben, war ein französischer Herpetologe und Chemiker. Sein Forschungsschwerpunkt waren die Salamander und Eidechsen der Paläarktis.

## Leben
Von 1903 bis 1904 studierte Lantz an der Universität Montpellier. 1907 erlangte er das Diplom als Chemieingenieur am Chemischen Institut in Mülhausen. 1908 nahm er eine Position als Forschungschemiker in Moskau an. Dies gab ihm die Gelegenheit, während seines Urlaubs Feldarbeit zu betreiben. Er hielt sich Salamander als Haustiere und war insbesondere geübt darin, diese zu züchten und zu hybridisieren. Während der Oktoberrevolution 1917 war er gezwungen, Russland zu verlassen, Er zog nach Manchester, wo er 1918 Leiter im Forschungslabor des Textilunternehmens Calico Printers’ Association wurde. 1950 ging er in den Ruhestand und hatte ursprünglich die Absicht am Muséum national d’histoire naturelle in Paris seine Forschungsarbeit fortzusetzen. Er starb jedoch im Februar 1953 nach kurzer Krankheit in Basel.
Zwischen 1909 und 1950 veröffentlichte Lantz rund 35 herpetologische Arbeiten. Einer seiner frühesten Artikel erschien in der Zeitschrift Blätter für Aquarien- und Terrarienkunde, die von Willy Wolterstorff herausgegeben wurde. Lantz nahm Kontakt mit Wolterstorff auf, der sein Mentor wurde und es entstand eine kollegiale Verbindung, wo auch der schwedische Amateurherpetologe Otto Cyrén involviert war, mit dem Lantz langfristig bei der Feldarbeit oder bei Publikationen zusammenarbeitete. Zwischen 1913 und 1920 beschrieben Lantz und Cyrén die Eidechsenarten Darevskia parvula, Darevskia pontica und Lacerta media. In seinen frühen wissenschaftlichen Arbeiten befasste sich Lantz mit den Salamandern und Eidechsen des Kaukasus und der transkaspischen Region. 1922 veröffentlichte er eine Begutachtung der Sammlung, die Iwan Iwanowitsch Lepjochin von 1768 bis 1769 in verschiedenen russischen Provinzen zusammengetragen hat.
Lantz’ Hauptwerk, das sich mit der Gattung Eremias in Vorderasien befasst, wurde 1928 in Tiflis, Georgien unter dem Titel Les Eremias de l’Asie Occidentale, zunächst in zwei Teilen, veröffentlicht und erschien 1929 in Form eines Buches. Nach seinem Umzug nach Manchester verlagerte Lantz seine Feldarbeit an die Mittelmeerküste und in die Pyrenäen, was sich auch in der Thematik seiner Veröffentlichungen niederschlug. 1930 verfasste er zwei Artikel über den Marmor-Querzahnmolch (Ambystoma opacum) und 1931 beschrieb er die japanische Winkelzahnmolchart Hynobius hirosei.
Lantz’ überraschendste Entdeckung war, dass die Waldeidechsen, die in den Pyrenäen vorkommen, ein ovovivipares Verhalten aufweisen. Seine 1947 veröffentlichten Studien über die Zucht von Molchen in menschlicher Obhut erlaubten es ihm, Sterilitätsbarrieren zwischen Arten und natürlichen Hybridpopulationen zu untersuchen. Dadurch konnte er einige frühere Arbeiten von Wolterstorff vollenden, der 1943 verstarb. Lantz setzte seine Forschung über die Gattung Triturus und andere Molcharten fort und in seinen letzten Jahren wurde er von der Wichtigkeit genetischer Studien überzeugt. Seine letzten Artikel wurden im Journal of Genetics veröffentlicht und beschäftigten sich mit Hintergrundadaptionen und den Phänotypen sowie der Spermatogenese von interspezifischen Hybriden der Gattung Triturus.

## Dedikationsnamen
Willy Wolterstorff benannte 1914 den Kaukasischen Teichmolch (Lissotriton vulgaris lantzi) nach Lantz. Der russische Malakologe Wilhelm Adolf Lindholm ehrte Lantz 1927 im Artepitheton der Strauchschneckenart Fruticicola lantzi. Oscar J. Arribas beschrieb 2009 die Unterart Zootoca vivipara louislantzi der Waldeidechse aus den Pyrenäen.